# Mimi Malenšek
Mimi Malenšek (r. Konič), slovenska pisateljica in prevajalka, * 8. februar 1919, Dobrla vas na Koroškem, † 13. april 2012, Ljubljana.

## Življenje
Rodila se je v Dobrli vasi na Koroškem. Njena starša sta se spoznala med prvo svetovno vojno: oče je bil ranjen vojak, mama pa begunka. Zaradi stiske je mati trimesečno Mimi prinesla k očetu. Tako je otroštvo preživela v Podbrezjah na Gorenjskem in matere nikoli ni spoznala, čeprav je slednja s hčerko poskušala navezati stike.
Dogodek je Malenškova opisala takole: »Ko sem imela pet ali šest let, je prispelo pismo, jaz ga nisem videla, in v hiši povzročilo veliko razburjenje. Domači so mi zabičali, da ne smem oditi z nobeno tujo žensko, ki bi me vabila s seboj in mi ponujala bombone ali čokolado, tudi če bi mi rekla, da je moja mama, ne, ker me bo odpeljala in se ne bomo nikoli več videli. Vse tuje ženske so mi bile sumljive in sem se jih še dolgo izogibala.«
Tudi sama ni nikdar pomislila na to, da bi z materjo navezala stike, saj je Podbrezje imela za svoj dom, otroštvo pa opisala kot zelo srečno.
Živeli so na kmetiji, ki pa ni prinašala dovolj dohodka za preživetje, zato je oče delal na Jesenicah v železarni. Ko ji je bilo dvanajst let, se je oče drugič poročil, dobila je dva polbrata in polsestro. Oče jo je navdušil nad knjigami in jo naučil brati, še preden je šla v šolo. Spominja se, da je že zgodaj poznala Prešernove pesmi, oče ji je bral Balade in romance ter Orglarčka, kakor tudi Stritarjeve, Jenkove pesmi in dela drugih slovenskih klasikov.
Ljudsko šolo je obiskovala v domačih Podbrezjah, eno leto se je šolala na meščanski šoli v Tržiču. Njen sošolec je bil tudi Karel Mauser. Šolanje je nadaljevala na gimnaziji v Kranju; nato pa ga prekinila zaradi bolezni starih staršev. Sama si je želela študirati zgodovino ali umetnostno zgodovino, a je zaradi pomanjkanja sredstev opravila zgolj trgovski tečaj in se zaposlila kot bančna uradnica pri Vzajemni zavarovalnici v Ljubljani, ki je izdajala tudi mesečnik Naša moč.
Pri devetnajstih letih se je poročila z Rihardom Malenškom, lastnikom tovarne pohištva na Celovški cesti v Ljubljani. Rodila sta se jima dva otroka, sin Danijel in hčerka Emilia. Med drugo svetovno vojno je sodelovala v NOB, njeno ilegalno ime je bilo Miška, z njim je podpisovala pesmi. Njen tast je bil lastnik uspešne tovarne pohištva; po vojni pa so družino razlastninili, zato se je bila prisiljena ponovno soočiti z denarnimi skrbmi. Tako je zamenjala več služb, nekaj časa je bila zaposlena tudi pri Filmservisu, nato pa se je posvetila pisateljevanju in prevajanju.
Po vstopu v Društvo slovenskih pisateljev leta 1947 je spoznala več pisateljev, med drugim se je spoprijateljila s Ferdom in Jušem Kozakom, Bogomirjem Magajno, Pavlom Golio ter Francetom Bevkom. Med ženskimi avtoricami je prijateljevala z Ilko Vašte in Marijo Kmet.
Med tujimi romani se je navduševala še zlasti nad Norvežani; posebej jo je privlačila proza Sigrid Undset, enako jo je navdušil tudi roman Gösta Berling Selme Lagerlöf.
Brala je tudi druge klasike: Dostojevskega, Tolstoja, Dickensa, Galsworthyja, tudi Joycea in Faulknerja, Kafko, Bölla in Pasternaka. Tone Vodnik ji je posojal knjige modernih pesnikov in tako tudi njo navdušil nad pesmimi Eliota, Pounda in Dylana Thomasa, katerega poezija ji je bila ves čas najbolj pri srcu.
Dolgo časa je živela na Prulah v Ljubljani. Umrla je v Centru starejših v Trnovem, na njeno željo pa so jo pokopali v Podbrezjah.

## Delo
Velja za najbolj plodno slovensko pisateljico. Večerniško povest Pesem polja je napisala pri šestnajstih letih. Pred izdajo v knjižni obliki leta 1937 je povest izhajala kot podlistek v časopisu Naša moč. Prva dela je podpisovala s psevdonimom Mimica Zagorska, pa tudi z dekliškim priimkom Konič. Po vojni je postala članica Društva slovenskih pisateljev. Za Filmservis je napisala scenarij za kratki dokumentarni film Tržič: biser med gorami (1966), pisala je tudi radijske igre.

### Zgodovinski roman
V romanih se je posvečala različnim zgodovinskim temam: Bratstvo (1957) govori o usodi Karantancev po Samovi smrti, Črtomir in Bogomila (1959)  o pokristjanjevanju, Marčni veter (1988) pa o marčni revoluciji. Noriška rapsodija (1968) govori o Noriškem kraljestvu, torej ozemlju, ki so ga na področju Slovenije in Avstrije ob koncu drugega stoletja pr.n.št. ustanovili Kelti. Navdih za zgodbo je dobila pri zgodovinarju Bogu Grafenauerju.
Vignenjci (1978) so postavljeni v konec 19. stoletja, čas industrializacije in propada obrtnikov; nadaljevanje predstavljajo Skobci nad dolino(1985), v katerih obrtniška družina dokončno izgubi bitko pred večjim železarskim obratom. V 19. stoletje so postavljeni tudi Purgarji (1987); snov romana je ponovno vzpon industrije, ki ogroža malega obrtnika, in Sinovi predmestja (1938), ki opisujejo bedo tovarniških delavcev v 19. stoletju.
Pri pisanju zgodovinskih romanov je v fabulo vnašala zgodovinsko resnične dogodke in veliko časa posvetila študiju zgodovinskega gradiva. V predgovoru Bratstva (1957) je  tako zapisala, da je kot vir uporabila Kraljedvorski rokopis in skušala čim bolj avtentično opisati boje med Obri in Slovani; s podobnim odnosom do zgodovinskega gradiva je napisala tudi roman Črtomir in Bogomila (1959).
Kritik Jože Šifrer v Bratstvu (1957) prepoznava očiten vpliv Finžgarjevega romana Pod svobodnim soncem, posebej v močni nacionalnosti romanesknih oseb. Tako Malenšek kot Finžgar sta namreč panslovanski ideji pripisovala precej večji pomen, kot ga je imela v resnici.
V generacijskem romanu Minuta molka (1965) je predstavila razvoj generacije intelektualcev, ki doživlja vrsto prelomnih dogodkov od prve svetovne vojne, bojev za Koroško in Maribor, gospodarske krize do druge svetovne vojne, torej okupacije, partizanstva in časa po osvoboditvi. Pisateljica je tako skušala zajeti široko časovno obdobje, prav zato pa je slika pretekle dobe v romanu predstavljena včasih presplošno ali tudi preveč subjektivno. A obenem je pokazala svojo domišljijo in spretno opisala življenjske zgodbe ljudi, ki so doživeli opisane dogodke.
Ker Malenšek tudi v vojnih in biografskih romanih v ospredje načeloma postavlja predvsem zgodovino ter značilnosti obravnavanih obdobij, je smiselno tovrstna žanra vključiti v skupino zgodovinskih romanov.

#### Vojni roman
Med vojno se dogajajo povest v dveh delih Matjaž (1949) ter Prelom (1951), roman Kovinarji (1950), povest Senca na domačiji (1956) ter roman Daj mi roko, pomlad (1957). Našteta dela temeljijo na elementih ljudske povesti. Zaključki zgodb so izpeljani po principu nagrajevanja dobrega in kaznovanja zla; ljubezenske zgodbe se ob nekaj zaprekah in nesporazumih nazadnje srečno končajo; zgodbe so napete, polne presenetljivih dogodkov, razpleti pa očiščujoči.
Roman Daj mi roko, pomlad (1957) se ukvarja z moralno-etično problematiko partizanstva. V ospredju je junakova razpetost med človečnostjo in nujnostjo akcije. Tudi v romanu V življenje (1948) je glavni junak razpet med strahom pred smrtjo in spoznanjem o nujnosti odpora. Omenjena problematika se kasneje razvije in poglobi v romanu Temna stran meseca (1960).
Temna stran meseca (1960) je poleg Kranjčevega dela Za svetlimi obzorji in Mauserjevega Ljudje pod bičem eno redkih proznih del, ki izpričuje dogodke nasprotnega tabora NOB. Roman govori o dogajanju na Turjaku med drugo svetovno vojno, v središče pa je postavljen mlad intelektualec, ki je moralno razpet med osebno ljubeznijo in zvestobo Legiji.
Roman je pisan na osnovi dokumentov in pričevanj ljudi, ki jim je zaupala. Delo je pomembno predvsem zato, ker kot eno prvih razkriva, da razmere med vojno niso bile tako enoplastne. Pisanje romana s tovrstnim sporočilom je bilo za tisti čas tvegano; avtorica sama pa je poudarila, da s pisanjem romana ni nameravala izzivati oblasti, pač pa predvsem predstaviti stvari take, kot so dejansko bile. Pri pisanju se je zgledovala po ruskem pisatelju Mihailu Aleksandroviču Šolohovu in njegovem romanu Tihi Don. Do leta 1964 potem njenih izvirnih del založbe niso sprejemale v natis, zato se je posvetila prevajanju.
Za vojno trilogijo Sonce je obstalo (1976) je leta 1977 prejela Župančičevo nagrado. Gre za epopejo, v kateri je popisala dogajanje druge svetovne vojne. Glavni junak kot partizan verjame v lepšo prihodnost, kar mu daje moči, da vztraja kljub preizkušnjam in težavam.
Povest Jesen v Soteski (1983) prikazuje čas od prve do druge svetovne vojne, opisuje pa tudi povojna leta. Opisuje nesrečno usodo družine, ki zaradi nesreč, bolezni, tudi vojne, izgubi precej njenih članov, nazadnje pa propade zaradi razvoja industrije.

#### Biografski roman
Napisala je šest biografskih romanov o pomembnih slovenskih osebnostih: Trubarju (Plamenica, 1957), Hrenu (Inkvizitor, 1964), Gallusu (Poslušaj, zemlja, 1968), Ketteju in Murnu (Pojoči labodi I−II, 1970-71), čebelarju Janši (Zlati roj, 1988) in Prešernu (Pesnikov nokturno, 1992).
Ponatis Plamenice je leta 2008 izšel brez popravkov, pri biografskem romanu Inkvizitor (1964) pa se je zataknilo že pri prvi (sicer v tem primeru edini) izdaji: uredniki so tako namesto naslova Thomas Chrön, kot se je Hren podpisoval, izbrali naslov Inkvizitor, ki je sicer bolj ustrezal tedanji družbeni ureditvi, a je povsem neprimeren za lik Tomaža Hrena, kakršnega je upodobila v romanu: namreč človeka, ki se je zaradi nesrečne mladosti prelevil v vase zaprtega, osamljenega človeka.
Usodo dveh meščanskih družin je prikazala v Sonce vročega avgusta (1972) in Ujeti v času (1978). V slednjem je prikazala sodoben ljubljanski izobraženski svet in razvoj meščanske družbe. V delno avtobiografskem romanu Kavatina za angela vremenarja I, II (1982) je upodobila življenje svoje generacije.
Roman Pojoči labodi se od prejšnjih biografskih romanov razlikuje po tem, da avtorica daje prednost značaju obravnavane osebe pred zgodovinskimi dejstvi. Tako je v ospredju pripovedi predvsem Kettejev značaj, prikaz njegove osebne življenjske usode in obenem prikaz njegove tragičnosti.
Njeni biografski romani so opisani kot poučno in zanimivo branje. Avtorica je v biografijah predvsem zaradi lastnega študija zgodovinskih virov uspela upodobiti značilnosti dob, v katerih so živeli naslovni junaki. Manj je bila uspešna pri karakterizaciji naslovnih oseb; kritike ji tako pogosto očitajo neprepričljivo karakterizacijo, tudi pretirano poveličevanje obravnavanih oseb.
Ko dozori jerebika (2009) je zadnje izdano delo, ki je izšlo ob njeni 90-letnici. Gre za zbirko enajstih kratkih zgodb. V njej opisuje spomine na lastno življenje ter se spominja očetove smrti, v zgodbah pa prevladujejo tudi opisi pokrajin, v katerih se dogajanje odvija, torej Gorenjske, Istre, Dunaja in Ljubljane. Zbirko je najprej želela nasloviti Za smrt zorim, a je soglašala z zamenjavo naslova, prevzetega iz črtice, namenjene pokojnemu očetu.
Kar šest njenih romanov se po dolžini uvršča na seznam petnajstih najdaljših zgodovinskih pripovedi. Tako je roman Pojoči labodi (1970) s 346.300 na seznamu tretji, napisan za Krtovim kraljem (1987) Saše Vuga s 352.800 znaki ter najdaljšim Slodnjakovim romanom »Pogine naj −pes!«(1946) s 514.100 znaki.
Med najdaljše zgodovinske pripovedi sodijo še romani Poslušaj, zemlja: Variacije na temo (1968), Marčni veter: Freska iz »pomladi narodov« (1988), Inkvizitor (1964), Noriška rapsodija (1968) in Plamenica: Roman o Trubarju (1957).

### Romani za otroke in mladino
Med mladinska dela sodijo indijanska zgodovinska kronika Tecumseh (1959), Podlesnice (1967), pripoved o avtoričinem otroštvu, Lučka na daljnem severu (1975), ki se odvija na Grenlandiji, ter Počitnice v Bayangi (1986), ki opišejo kraje Centralne Afrike. Za roman Tecumseh je dobila navdih pri duhovniku iz Podbrezja, Francu Pircu, ki je bil misijonar med Indijanci; v njegov spomin so poimenovali tudi mesto v Minnesoti.

### Radijska igra
Radijska igra Slepe miši (1961) je posvečena problematiki mladih, ki v družini ne najdejo razumevanja. Šestnajstletni Sašo skuša narediti samomor, ker v svoji bogati družini ni imel pravega razumevanja in podpore. Mati Eli, njen ljubimec in Sašov oče začnejo prelagati krivdo drug na drugega, ponesrečeni mladostnik pa obleži v bolnišnici. Igri  lahko očitamo shematičnost, saj odnose in like v igri prikazuje preveč enoznačno in so značaji likov premalo psihološko utemeljeni. 

### Prevodi
Leta 1963 je prevedla roman Kresni ples Fransa Eemila Sillanpää, prvega finskega pisatelja, ki je prejel Nobelovo nagrado za književnost.
Werner Bergengruen je najbolj znan po romanu Der Großtyrann und das Gericht, ki je postavljen v čas renesanse, a obenem jasno razkriva tudi politično situacijo Nemčije tik pred drugo svetovno vojno. V slovenščino je leta 1964 Malenšek prevedla njegov roman Smrt v Revalu. Nenavadne zgodbe iz starega mesta. Leta 1969 je izšel prevod romana Junak si bil, Jan Wandelaar Jana de Hartoga, prav tako nasprotnika nacizma.
Willija Bredla, začetnika nemškega socialnega realizma, je Malenšek prevedla leta 1964. Gre za roman v treh delih Sorodniki in znanci s podnaslovi Očetje, Sinovi in Vnuki.
Nemškega pisatelja, dramatika in pesnika Arnolda Kiegerja, sicer najbolj poznanega po propagandi nacizma v filmu Ohm Krüger iz leta 1941, je Malenšek prvič prevedla v slovenščino leta 1966. Ponoven prevod romana Jukunda. Ljubljena in preganjana je izdala leta 1980.  Leta 1967 je prevedla Odvetnika za ločitve, 1971 Hišo sprave, 1986 pa Mlado ljubezen.
Karl May je bil v 19. stoletju eden izmed najuspešnejših avtorjev trivialne literature v Nemčiji. Njegovi pustolovski romani in mladinske novele so dosegali zelo visoke naklade in bili obenem prevedeni v več kot trideset jezikov. Malenšek je prevedla tri romane: Na tujih stezah (1972), Old Surehand (1983) in Grad Rodriganda (1986).
Po en roman je prevedla nemškemu pisatelju Franzu Xaverju Fleischhackerju: Roman iz zadnjih dni c.-kr. vojne mornarice (1968), Francozu Maxencu van der Meerschu: Telo in duša (1969) ter Leta 1969 je v slovenščini izšel prevod romana Telo in duša belgijskega duhovnika, kasneje kardinala Josepha Cardijna v dveh delih: V sponah jaza in Ljubezen osvobaja. Prevedla je tudi romana Zlati čeveljci (1972) Vicki Baum ter Premišljevanje o Christi T. (1974) Christe Wolf.
Marie Louise Fischer in Utta Schneider sta zelo plodni in obenem tudi priljubljeni nemški pisateljici; obe sta se podpisovali tudi s psevdonimi. V slovenščini je leta 1983 je po zaslugi Mimi Malenšek izšel prevod romana Utte Schneider Stella Termogen ali leta preizkušnje, leta 1983 pa Ljubezen ob Bodenskem jezeru. Leta 1986 prevedeni roman Divja plima je podpisan z avtoričinim psevdonimom, Utta Danelle. Roman Marie Louise Fischer Beli hodniki je Malenšek prevedla leta 1980.

## Priznanja
- Župančičeva nagrada (1977)
- Častni znak svobode Republike Slovenije za ustvarjalni prispevek k slovenski književnosti in kulturi (2002)

### Romani
- Pesem polja, 1937 (COBISS)
- Mlin nad Savo, 1937  −  zgodovinski roman (COBISS)
- V starodavnih časih: Povest iz zgodovine gorenjskega železarstva, 1937 − zgodovinski roman (COBISS)
- Pod Triglavom, 1937 − zgodovinski roman (COBISS)
- Sinovi predmestja, 1938 – zgodovinski roman (COBISS)
- Moč grunta, 1938 − kmečka povest (COBISS)
- Marija Taborska: Zgodovinska povest iz turških časov, 1939 − zgodovinski roman (COBISS)
- V življenje: povest bojev in trpljenja slovenskega naroda, 1948 – vojni roman (COBISS)
- Matjaž, 1949 – vojni roman (COBISS)
- Požgana Radovna in druge zgodbe, 1950 – vojni roman (COBISS)
- Kovinarji, 1950 – vojni roman (COBISS)
- Prelom, 1951 – vojni roman (COBISS)
- Noč pred koncem, 1952 (COBISS)
- Tragedija brez mrtvih, 1954 − družinski roman (COBISS)
- Senca na domačiji, 1956 – vojni roman (COBISS)
- Daj mi roko, pomlad 1957 – vojni roman (COBISS)
- Plamenica. Roman o Primožu Trubarju, 1957 − biografski roman (COBISS)
- Bratstvo, 1957 − zgodovinski roman  (COBISS)
- Črtomir in Bogomila, 1959 − zgodovinski roman (COBISS)
- Temna stran meseca, 1960 − vojni roman (COBISS)
- Inkvizitor, 1964 − biografski roman (COBISS)
- Minuta molka, 1965 − vojni roman (COBISS)
- Poslušaj, zemlja: Variacije na temo, 1968 − biografski roman (COBISS)
- Noriška rapsodija], 1968 − zgodovinski roman (COBISS)
- Balada o starem mlinu, 1969 − generacijski roman (COBISS)
- Pojoči labodi I−II, 1970−71 − biografski roman (COBISS)
- Kdo bo tebe ljubil, 1970 (COBISS)
- Sonce vročega avgusta, 1972 − družinski roman (COBISS)
- Sonce je obstalo, 1976 − vojni roman (COBISS)
- Ujeti v času, 1978 − družinski roman (COBISS)
- Vigenjci, 1978 − generacijski roman (COBISS)
- Kavatina za angela vremenarja I, II, 1982 – biografski roman (COBISS)
- Jesen v soteski, 1983 – vojni roman (COBISS)
- Skobci nad dolino, 1985 – zgodovinski roman (COBISS)
- Purgarji, 1987 – zgodovinski roman (COBISS)
- Zlati roj, 1988 − biografski roman (COBISS)
- Marčni veter: Freska iz »pomladi narodov«, 1988 − zgodovinski roman (COBISS)
- Pesnikov nokturno, 1992 − biografski roman (COBISS)

### Kratka proza
- Senca, 1952 − družinska povest (COBISS)
- Ko dozori jerebika, 2009 – zbirka kratkih zgodb (COBISS)

### Pripovedna dela za mladino
- Tecumseh, 1959 − indijanska kronika (COBISS)
- Podlesnice, 1967 − mladinske črtice (COBISS)
- Lučka na daljnem severu, 1975 − roman za otroke (COBISS)
- Počitnice v Bayangi, 1986 − roman za otroke (COBISS)

### Prevodi
- Frans Eemil Sillanpää: Kresni ples, 1963 − roman (COBISS)
- Willi Bredel: Sorodniki in znanci, 1964 − roman (COBISS)
- Werner Bergengruen: Smrt v Revalu. Nenavadne zgodbe iz starega mesta, 1964 − roman (COBISS)
- Arnold Krieger: Jukunda. Ljubljena in preganjana, 1966 − roman (COBISS)
- Arnold Krieger: Odvetnik za ločitve, 1967 − roman (COBISS)
- Karl May: Grad Rodriganda, 1968 − pustolovski roman (COBISS)
- Franz Xaver Fleischhacker: Upor v Kotoru. Roman iz zadnjih dni c.kr. vojne mornarice, 1968 − roman (COBISS)
- Joseph Cardijn: Telo in duša I−II, 1969 − roman (COBISS)
- Jan De Hartog: Junak si bil, Jan Wandelaar, 1969 − roman (COBISS)
- Karl May: Na tujih stezah, 1969 − pustolovski roman (COBISS)
- Arnold Krieger: Hiša sprave, 1971 − roman (COBISS)
- Vicki Baum: Zlati čeveljci, 1972 − roman (COBISS)
- Karl May: Na tujih stezah, 1972 − roman (COBISS)
- Christa Wolf: Premišljevanje o Christi T, 1974 − roman (COBISS)
- Maxence Van der Meeresch: Telo in duša, 1979 − roman (COBISS)
- Marie Louise Fischer: Beli hodniki. Roman iz zdravniškega življenja. I−IV, 1980 − roman iz zdravniškega življenja (COBISS)
- Arnold Krieger: Jukunda, ljubljena in preganjana, 1980 − roman (COBISS)
- Karl May: Old Surehand, 1983 − pustolovski roman (COBISS)
- Utta Schneider: Stella Termogen ali leta preizkušnje, 1983 − roman (COBISS)
- Utta Danella: Divja plima, 1986 − roman (COBISS)
- Arnold Krieger: Mlada ljubezen, 1986 − roman (COBISS)
- Utta Schneider: Ljubezen ob Bodenskem jezeru, 1988 − roman (COBISS)